# Israelische Botschaft in Washington, D.C.

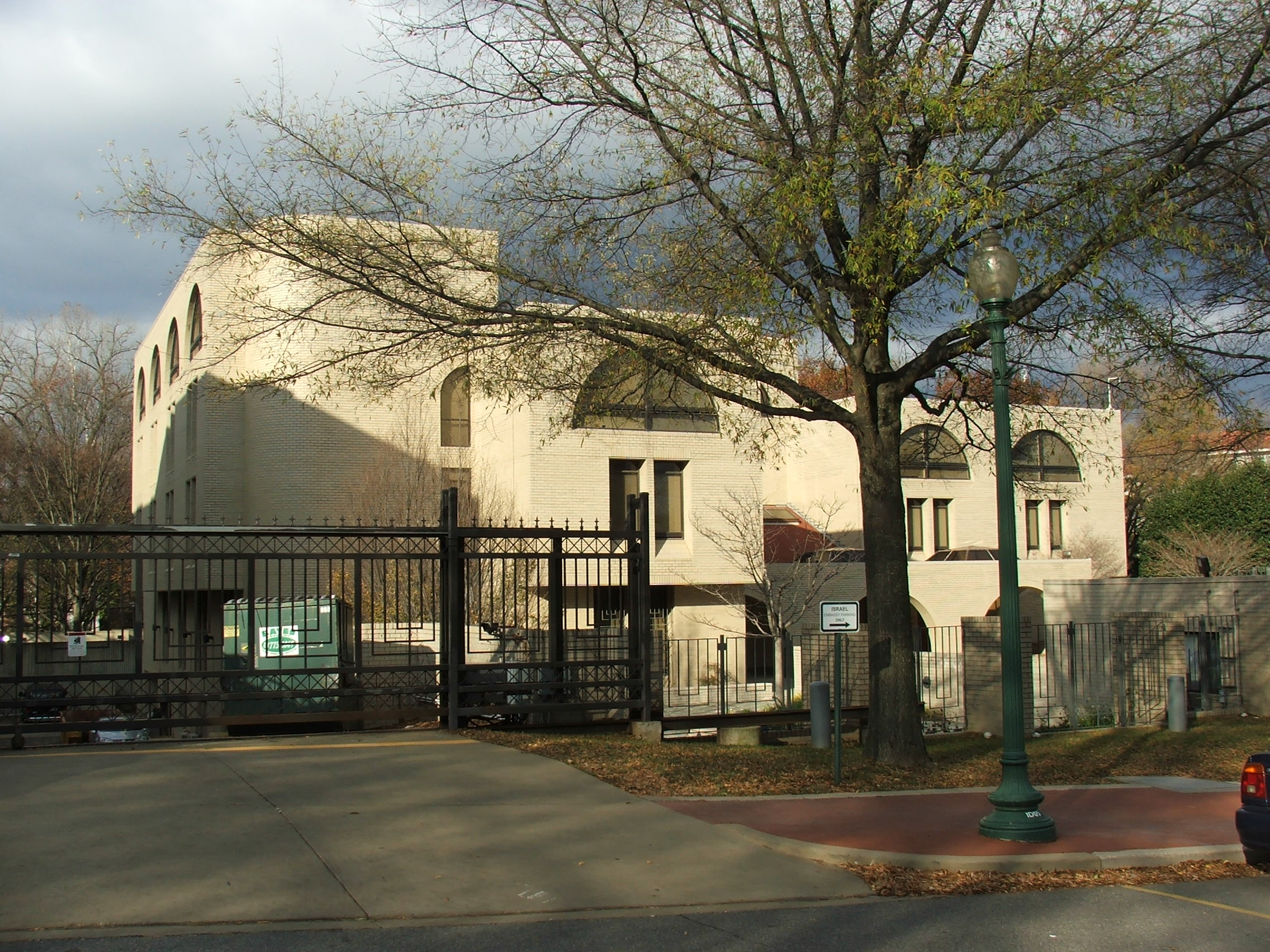
Israelische Botschaft in Washington, D.C.

Die Israelische Botschaft in Washington, D.C. ist der Hauptsitz der diplomatischen Vertretung von Israel in den Vereinigten Staaten. Sie befindet sich im Washingtoner Stadtviertel Cleveland Park im nordwestlichen Quadranten der Stadt.
Derzeitiger israelischer Botschafter in den Vereinigten Staaten ist Michael Herzog.
Neben dem Botschafter gehören der Botschaft 13 Abteilungen an, die die Beziehungen zwischen den Vereinigten Staaten und Israel stärken sollen. Dazu zählen die Abteilungen für Verteidigung und Streitkräfte, für Politik, für Kongressangelegenheiten, für öffentliche Diplomatie, für Wirtschaft, für den Handel, für Verwaltung, für Polizei und Sicherheit, für Bildung, für Kultur, für Landwirtschaft und Wissenschaft sowie das Pressebüro.
In der Botschaft finden das ganze Jahr über zahlreiche Veranstaltungen für Politiker sowie die Öffentlichkeit statt, darunter die Feier zum Unabhängigkeitstag Israels, Jom haAtzma’ut.

## Tötung zweier Mitarbeiter am 21. Mai 2025
Nach dem Verlassen des Capital Jewish Museum, wo eine Veranstaltung des American Jewish Committee stattfand, wurden am Abend (Ortszeit) zwei Mitarbeiter der Botschaft von einem Mann erschossen. Bei den Opfern handelte es sich um einen Mann, der auch die deutsche Staatsbürgerschaft hatte und dessen Lebensgefährtin.